# Comitè de Coordinació Comunista Revolucionària del Nepal (Marxista-Leninista)
Comitè de Coordinació Comunista Revolucionària del Nepal (Marxista-Leninista) (All Nepal Communist Revolutionary Coordination Committee (Marxist-Leninist)) fou un moviment polític del Nepal.
El 1971 es va organitzar un moviment radical camperol a l'est del país, al districte de Jhapa, que anys després originà (amb revolucionaris de tot Nepal) el Comitè de Coordinació Comunista Revolucionària del Nepal (Marxista-Leninista) o All Nepal Communist Revolutionary Coordination Committee (Marxist-Leninist) l'any 1975, de la que va formar part el Mukti Morcha Samuha (el 1977), l'Organització Revolucionària del Nepal (Marxista-Leninista) o Nepal Revolutionary Organisation (Marxist-Leninist), faccions Gandaki (1977) i Sandesh (1978).
El 26 de desembre de 1978 va esdevenir el Partit Comunista del Nepal (Marxista-Leninista)